# Strohfeuer (1915)
Strohfeuer ist ein deutsches Stummfilm-Liebesmelodram aus dem Jahre 1915 von Richard Eichberg.

## Handlung
Die Geschichte spielt im winterlichen Oberhof. Erzählt wird von einer im deutschen Kaiserreich nicht untypischen Konstellation: Der Liebelei bzw. Liebe zweier Menschen aus unterschiedlichem sozialen Stande. Die Protagonisten hier sind Mia Waldheim, die etwas leichtfertige Tochter eines Grafen, und Franz Altmann, ein einfacher Arbeiter, gutmütiger, freundlicher Naturbursche und Sohn einer Witwe aus dem Volke. Während der junge Mann ernsthafte Gefühle zu der Adeligen entwickelt, scheint diese ihn jedoch nur als netten Zeitvertreib anzusehen und mit ihm zu spielen. Was als Liebe gedacht war, erweist sich bald nur als Strohfeuer. Schließlich erkennt auch Franz, wie wenig ernst es Mia mit ihm meint und wendet sich einem Mädchen seines Standes zu, seiner früheren Freundin, die ihn aufrichtig liebt und glücklich macht.

## Produktionsnotizen
Strohfeuer, im Winter 1914/15 entstanden, passierte die Zensur im Februar 1915 und erlebte seine Uraufführung am 15. oder am 19. März 1915 im Tauentzienpalast. Die Länge des Dreiakters betrug 880 Meter. 
Mit diesem Film gab Richard Eichberg sein Regiedebüt.

## Kritik
„Als hübsches, unterhaltsames Sittendrama muß der Film „Strohfeuer“ bezeichnet werden, der dadurch enorm gewinnt, daß er durchwegs in der malerischen Schneelandschaft des Hochgebirges spielt und von den Trägern der Hauptrollen glänzend dargestellt wird.“